# David Limberský
David Limberský (Plzeň, Csehszlovákia, 1983. október 6. –) cseh válogatott labdarúgó, a Viktoria Plzeňben játékosa. A cseh válogatottal részt vett a 2012-es és a 2016-os Európa-bajnokságon.

## Pályafutása
Limberský 1990-ben került a Viktoria Plzeň ifiakadémiájára, majd 2002-ben kapta meg első profi szerződését. 2004-ben kölcsönvette a Modena, 2005-ben pedig a Tottenham Hotspur. Bár az angol csapat akkori menedzsere, Martin Jol a legendás Pavel Nedvedhez hasonlította, nem kapott játéklehetőséget a londoniaknál.
2010-ben a Viktoriával bejutott a Cseh Kupa döntőjébe, melyet meg is nyert a csapattal, a Jablonec ellen. A Szuperkupában már nem tudtak diadalmaskodni, a Sparta Praha 1-0-ra legyőzte őket. Limberský a 2010–2011-es Európa-liga harmadik selejtezőkörében gólt szerzett a Beşiktaş ellen, de csapata összesítésben 4-1-re kikapott, így kiesett. A Bajnokok Ligája 2011/12-es kiírásában a plzeňiek minden meccsén a pályán volt, csapatával az AC Milant is sikerült meglepnie, 2-2-es döntetlent játszottak az olaszokkal. A Viktoria Plzeň végül nem jutott tovább a csoportjából.

### A válogatottban
Limberský a cseh U20-as válogatottal részt vett a 2003-as ifjúsági világbajnokságon, ahol Ausztrália és Brazília ellen is gólt szerzett.
2009. június 5-én, Málta ellen bemutatkozott a felnőtt válogatottban is. Bekerült a 2012-es Európa-bajnokságra utazó keretbe. A tornán a csehek első csoportmeccsén, Oroszország ellen (1-4) nem lépett pályára, utána viszont Görögország (2-1), Lengyelország (1-0) és Portugália (0-1) ellen is játszott.

## Sikerei, díjai

### Viktoria Plzeň
- A cseh másodosztály bajnoka: 2002/03
- Cseh kupagyőztes: 2010
- Cseh bajnok: 2010/11, 2012/13, 2014/15
- Cseh szuperkupagyőztes: 2011

## Fordítás
- Ez a szócikk részben vagy egészben  a   David Limberský című angol Wikipédia-szócikk fordításán alapul.  Az eredeti cikk szerkesztőit annak laptörténete sorolja fel. Ez a jelzés csupán a megfogalmazás eredetét és a szerzői jogokat jelzi, nem szolgál a cikkben szereplő információk forrásmegjelöléseként.

## Külső hivatkozások
- David Limberský válogatottbeli statisztikái
- David Limberský profilja az iDNES.cz-n